# مؤتمر المرأة
مؤتمر المرأة (المعروف سابقا باسم مؤتمر حاكم كاليفورنيا والسيدة الأولى للمرأة) هو منظمة غير ربحية وغير حزبية في الولايات المتحدة ومنتدى سنوي للنساء. بدأ هذا الحدث لأول مرة في عام 1986 كمبادرة من حكومة كاليفورنيا للمهنيين العاملين وأصحاب الأعمال من النساء. ومنذ عام 2004، أصبح مؤتمر المرأة حدثا كبيرا حيث تحدث أشخاص مثل الدالاي لاما تنزين غياتسون رئيس وزراء المملكة المتحدة السابق توني بلير، وأوبرا وينفري، وباربارا والترز، وجين فوندا، ومارثا ستيوارت، وتيرا بانكس، سارة دوشاس يورك، تيم روسيرت، وديباك شبرا، وتوم بروكو، وتوم براين، وملكة رانيا،وقد تحدثت كل من مورين داود، وساندرا داي أوكونور، وتوماس فريدمان، وآنا كويندلين، وبيلي جان كينغ.
وبعد أن أعاد تنظيم المؤتمر النسائي في عام 2010، أصبح أكبر اجتماع للمرأة في البلد واحتفالاً بـ الحياة والدروس. والآن يعرف مؤتمر نساء كاليفورنيا، وقد تناولت عروضه الرئيسية في المرحلة والدورات الدراسية مواضيع شخصية مثل التوازن بين الحياة المهنية والخدمة والعمل التطوعي، وأنماط الحياة الصحية، والروحانية، والأسر، والقضايا المهنية مثل قضايا التنمية المهنية، والتخطيط الاجتماعي، والتأهب لمواجهة الفقر، وقضايا إعادة الحياة الاجتماعية.
وقد عقد المؤتمر في مركز لونج بيتش للمؤتمرات في لونج بيتش بكاليفورنيا منذ عام 1993، وهو ما يجري عادة في الخريف. وفي كل عام، تتاح أجزاء كبيرة من الحدث مجانا من خلال بث مباشر على الشبكة العالمية على موقع المؤتمر النسائي على الشبكة العالمية.

## التاريخ
بدأ مؤتمر نساء كاليفورنيا أوّلا في 1985 عندما أصبح  ينذر إخفاق معدل من أعمال نساء. يمتلك اهتمام معترف به في جميع الولايات المتّحدة الأمريكيّة. وفي محاولة لمساعدة النساء صاحبات الأعمال والترويج للموارد الحكومية المتاحة  اتخذ جورج ديوكميجيان حاكم البلاد آنذاك التدابير اللازمة لإنشاء مؤتمر يركز على مساعدة النساء في الحصول على الدعم المالي والمهني والشخصي. وقد اختار الحاكم مسقط رأسه لونغ بيتش لاستضافة المؤتمر الأول في 23 و24 ايلول/سبتمبر 1985. وكان هذا نجاحا كبيرا بحضور أكثر من 2000عضو. وبعد تنصيبها سرعان ما تولت غلوريا ديوكميجيان مسؤولية المؤتمر الذي أصبح يعرف باسم حاكم كاليفورنيا ومؤتمر السيدة الأولى. ومنذ ذلك الحين  كان حاكم كاليفورنيا وزوجته، سيدة كاليفورنيا الأولى  يلعبون تقليدياً دوراً رئيسياً في دعم وتعزيز الحدث الذي حظي بقدر كبير من الاستحسان. في عام 1989، تم تأسيس المؤتمر كمنظمة غير ربحية ذات مصلحة عامة مع مجلس إدارة ثنائي الحزبية, وهو تحرك تنظيمي يهدف إلى ضمان أن التغييرات في قصر الحاكم لن تؤثر على استمرارية المؤتمر. ومع كل إدارة متعاقبة في كاليفورنيا، توسع حجم الحدث ونطاقه بشكل كبير. وتحت رئاسة السيدة الأولى جايل ويلسون (وإدارة حاكم كاليفورنيا بيت ويلسون)  وسع المؤتمر نطاق تركيزه بحيث شمل النساء الشركات. وتحت قيادة السيدة الأولى شارون ديفيز (وإدارة المحافظ جراي ديفيز)  أضاف المؤتمر برنامجاً لزعامة الشباب. وعلى مدى أكثر من 25 عاما  أصبح المؤتمر معروفا بشكل مطرد وزادت شعبيته بشكل كبير بعد انتخاب الممثل أرنولد شوارزينجر عام 2007 حاكما لكاليفورنيا بدعم من زوجته ماريا شريفر  وفي اتجاهها، أعيدت تسمية المؤتمر ليصبح المؤتمر النسائي  واجتذب الحدث قائمة واسعة النطاق من المتحدثين والمشاهير البارزين  وتفيد التقارير بأنها أصبحت أكبر مؤتمر للمرأة في البلد لمدة يوم واحد. وفي عام 2010، حضر المؤتمر أكثر من ثلاثين ألف شخص على مدى ثلاثة أيام من الأحداث وهو رقم قياسي لتاريخ المؤتمر الذي دام 27 عام وبالإضافة إلى ذلك حصل الحدث على ما لا يقل عن 5 ملايين دولار من إيرادات مركز المؤتمرات بالمدينة والفنادق المحلية والمطاعم وغيرها من الأعمال التجارية

## وفي الفترة من 2010
وبعد النجاح الكبير الذي حققه المؤتمر منذ عام 2007، تم سحب كل الدعم الذي قدمه حاكم ولاية كاليفورنيا من حاكم ولاية كاليفورنيا جيري براون في عام 2010، وذلك بسبب أزمة الميزانية في الولاية  وعلى هذا فقد تم حل مؤتمر حاكم كاليفورنيا والسيدة الأولى بشأن المرأة، وفي عام 2011 لم يكن هناك مؤتمر نساء في كاليفورنيا. ومن المقرر أن تستضيف مدينة لونج بيتش مؤتمر عام 2012 في الثالث والعشرين والرابع والعشرين من سبتمبر/أيلول 2012  في مركز لونج بيتش للمؤتمرات، تحت اسم مؤتمر نساء كاليفورنيا، تحت عنوان «المستقبل الآن» على أساس إرث المؤتمر الذي دام خمسة وعشرين عاما

## أهم الأحداث
وقد بيع مؤتمر المرأة لعام 2007 خلال أقل من ثلاثة أيام، وقد جمع المؤتمر حوالي 14,000 مشارك يوم الثّلاثاء 23 أكتوبر،2007  كما عرض مناقشات لجنة أدارها نهر من زوجات خمسة مرشحين للرئاسة، جيري تومبسون، ميشيل أوباما، سيندي هينسلي ماكين، لم تحضر إليزابيث إدواردز وآن رومني وبيل كلينتون بسبب نزاع جدولة على الرغم من أن نهر شريفر مزح بأنه دُعي لتقديم القهوة, وتناولت المحادثة دور الزوجين في الحملة  ومفاهيم الجمهور عن الزوجين  إعداد عائلاتهم وحمايتهم من الحملة. انتقد جون ستيوارت (مناظرة الزوجات) الأولى على الإطلاق في طبعة 30 أكتوبر من برنامج كوميديا سنترال في العرض اليومي.
وفي عام 2007 أيضاً أدار الكاتب الصحفي في صحيفة نيويورك تايمز والمؤلف الحائز على جائزة بوليتزر توماس فريدمان محادثة حول الزعامة والبيئة بين رئيس الوزراء السابق توني بلير وحاكم كاليفورنيا أرنولد شوارزينجر. وبسبب حرائق كاليفورنيا التي اندلعت في أكتوبر 2007، لم يتمكن الحاكم شوارزينجر من حضور المؤتمر شخصياً بل شارك لفترة وجيزة عبر القمر الصناعي المباشر، ليتحدث عن حالة الحرائق والمقاتلين.
وفي عام 2006، ألقى الدالاي لاما خطابه الأول على الإطلاق أمام مؤتمر المرأة على المسرح مع ماريا شريفر وأعرب عن اعتقاده بأن المرأة يمكن أن تغير العالم بالتعاطف واللطف  وذكر أنه قاد النساء ال14000 من خلال عملية تأمل.
في عام 2005، قامت باربرا والترز وماريا شريفر بإجراء محادثة على المسرح مع ساندرا داي أوكونور في أعقاب قرارها بمغادرة المحكمة العليا الأمريكية.

## أبرز أعمال المؤسسة
وقد شكل مؤتمر المرأة  بقيادة ماريا شريفر، شراكات ووضع برامج، ودعم مبادرات من شأنها أن توحي المؤتمر أكثر من يوم واحد  وأن تمكن المرأة في كل مكان.

### نحن نهتم – مبادرة تمكين صحة المرأة
ونحن نهتم بدعم حلول لقضايا صحة المرأة في جميع أنحاء العالم  وبالشراكة مع شركة ميريديث  تدعم المبادرة عمل الرعاية وهي منظمة إنسانية رائدة  لإنقاذ حياة الآلاف من النساء الحوامل في أفريقيا وأمريكا اللاتينية. ونحن نهتم بتشجيع نساء كاليفورنيا  وما إلى ذلك  على الانضمام إلى الحركة لتمكين النساء في العالم النامي من التغلب على الفقر المدقع في حين يثبتون احتياجهن إلى الأموال اللازمة لمكافحة انتقال فيروس نقص المناعة البشرية من الأم إلى الطفل في زامبيا وتدريب القابلات في نيكاراجوا على المساعدة في الولادة الآمنة. وقد أظهر المشاركون في مؤتمر المرأة لعام 2007 دعمهم لنا من خلال تقديم مساهمات مالية وإشارة مرئية للدعم , وغادرت النساء يديهن بطلاء برتقالى وأصفر وتركن على لافتة سلمتها ماريا شريفر إلى مواقع مشاريع الرعاية في نيكاراغوا وزامبيا.

### نحن نستثمر - مبادرة تمكين المرأة المالي
ونحن نستثمر في تعزيز الأمن المالي للمرأة والتمكين الاقتصادي ونساعد في إطلاق روح المغامرة التجارية لكل امرأة في كاليفورنيا ونحن نستثمر في دعم المنظمات غير الساعية إلى تحقيق الربح والتي تتخذ من كاليفورنيا مقراً لها  والتي تساعد النساء في التغلب على الحواجز الاجتماعية والاقتصادية في رحلتهن للخروج من الفقر.

### ونحن نتولى زمام القيادة ــ برنامج مينرفا للقيادة
ويسعى برنامج القيادة التابع لمينرفا إلى إلهام وتثقيف وتمكين القيادات النسائية الشابة التي تتسم بالمنحى المنتصر والواعية اجتماعيا لكي تصبح مهندسا لحياتهن وأن تحدث فارقا في العالم. ويلهم برنامج قيادة مينرفا الشابات بأن يصبحن قائدات في منازلهن ومدارسهم ومجتمعاتهن المحلية  وكجزء من هذا البرنامج  وبالتعاون مع مؤسسة المرأة في كاليفورنيا، تدعى 500 امرأة من كاليفورنيا تتراوح أعمارهن بين 16 و22 سنة  كضيوف خاصين للمشاركة الكاملة في مؤتمر المرأة وحضور دورتين دراسيتين تم إنشاءهما من أجلهن فقط ويجب على المشاركين في برنامج القيادة وأن يتعهدوا بأداء خدمة إضافية لمدة 10 ساعات لمجتمعاتهم المحلية، مما يؤدي إلى أكثر من 5000 ساعة خدمة لمجتمعات كاليفورنيا.

## جوائز مينيرفا
إن جوائز مينرفا التي أنشئت من قبل شريفر في عام 2004، تكرم النساء المرموقات اللواتي تقدمن في روح مينرفا وغيّرن بلدهن بشجاعتهن وقوتها وحكمتهن. وتُعرض جوائز مينرفا كل عام في مؤتمر المرأة. ويتم الإعلان عن المرشحين قبل انعقاد المؤتمر عادة في سبتمبر
وقدم متلقو جائزة مينرفا مساهمات غير عادية في مجالات الفنون والصحة والعلوم، والنشـــادة المجتمعية، وحقوق الإنسان، والاعمال التجارية والتكنولوجيا، والامومة، والابتكار، والتعليم، والتمويل. وكثير من المرشحين لم يسهموا إسهاما كبيرا في مهنتهم فحسب بل إنهم أيضا ينضلون إلى الجيل القادم معارفهم ومهاراتهم إما عن طريق التوجيه  أو بالعمل من أجل إدماج المرأة في مجالها والاحتفاظ بها.
وقد سميت الجائزة باسم الإله الروماني مينرفا الذي يدان ختم ولاية كاليفورنيا
في عام 2007، وسّع نهر شريفر الجوائز بحيث تمتد إلى ما وراء كاليفورنيا لتكريم امرأة أثّرت بشكل إيجابي على الولايات المتحدة والعالم من خلال تكريم إيونييس كينيدي شريفر، نائب الرئيس التنفيذي لجوزيف بي كينيدي، مؤسسة الابن ومؤسس المنظمة الدولية للألعاب الأولمبية الخاصة ورئيسها الفخري
وقد تم تأريخ إنجازات الفائزين بجائزة مينرفا في معرض دائم في متحف كاليفورنيا للتاريخ والمرأة والفنون في ساكرامنتو وأصبحت جزءا من أرشيف كاليفورنيا الرسمي.